# توبياس بوتيه
توبياس بوتيه (ولد في 16 مارس 1995 في ميونيخ) هو لاعب ألعاب قوى ألماني متخصص في الوثب العالي. فاز بالميدالية الذهبية في بطولة أوروبا للناشئين 2013. وفي بطولة أوروبا لألعاب القوى في ميونيخ فاز بالميدالية الفضية في الوثب العالي.
أفضل أرقامه الشخصية في هذا الحدث هي 2.34 متر في الهواء الطلق (شورزو 2023) و 2.27 متر في الأماكن المغلقة (تورون 2023).